# Лодвіґово
Лодвіґово (пол. Łodwigowo) — село в Польщі, у гміні Ґрунвальд Острудського повіту Вармінсько-Мазурського воєводства.
Населення — 206 осіб (2011).
У 1975-1998 роках село належало до Ольштинського воєводства.

## Демографія
Демографічна структура станом на 31 березня 2011 року:
|          | Загалом | Допрацездатний вік | Працездатний вік | Постпрацездатний вік |
| -------- | ------- | ------------------ | ---------------- | -------------------- |
| Чоловіки | 111     | 29                 | 75               | 7                    |
| Жінки    | 95      | 30                 | 53               | 12                   |
| Разом    | 206     | 59                 | 128              | 19                   |